# Esporte Clube XV de Novembro (Jaú)
El Esporte Clube XV de Novembro, més conegut com a XV de Jaú, és un club esportiu brasiler de futbol de la ciutat de Jaú a l'estat de São Paulo. Els seus colors són el verd i el groc.

## Història
El 1924, el club va ser fundat com a Esporte Clube XV de Novembro per José Piragine Sobrinho i altres esportistes. Es va professionalitzar el 1948, el 1951 va guanyar el primer títol, la sèrie A-2 després de guanyar del Jabaquara. El 1979, per primera vegada a disputar el Campionat Brasiler. És considerat com el graner dels jugadors estrella durant els 80 jugadors que revelen. Actualment disputa el campionat paulista de segona divisió.

## Estadi
El XV juga a l'estadi Zezinho Magalhães, conegut com a Jauzão, construït en 1951, amb capacitat per a 12.978 espectadors.

## Palmarès
- 2 Campionats Paulista sèrie A-2: 1951 i 1976